# 丹尼士長矛巴士

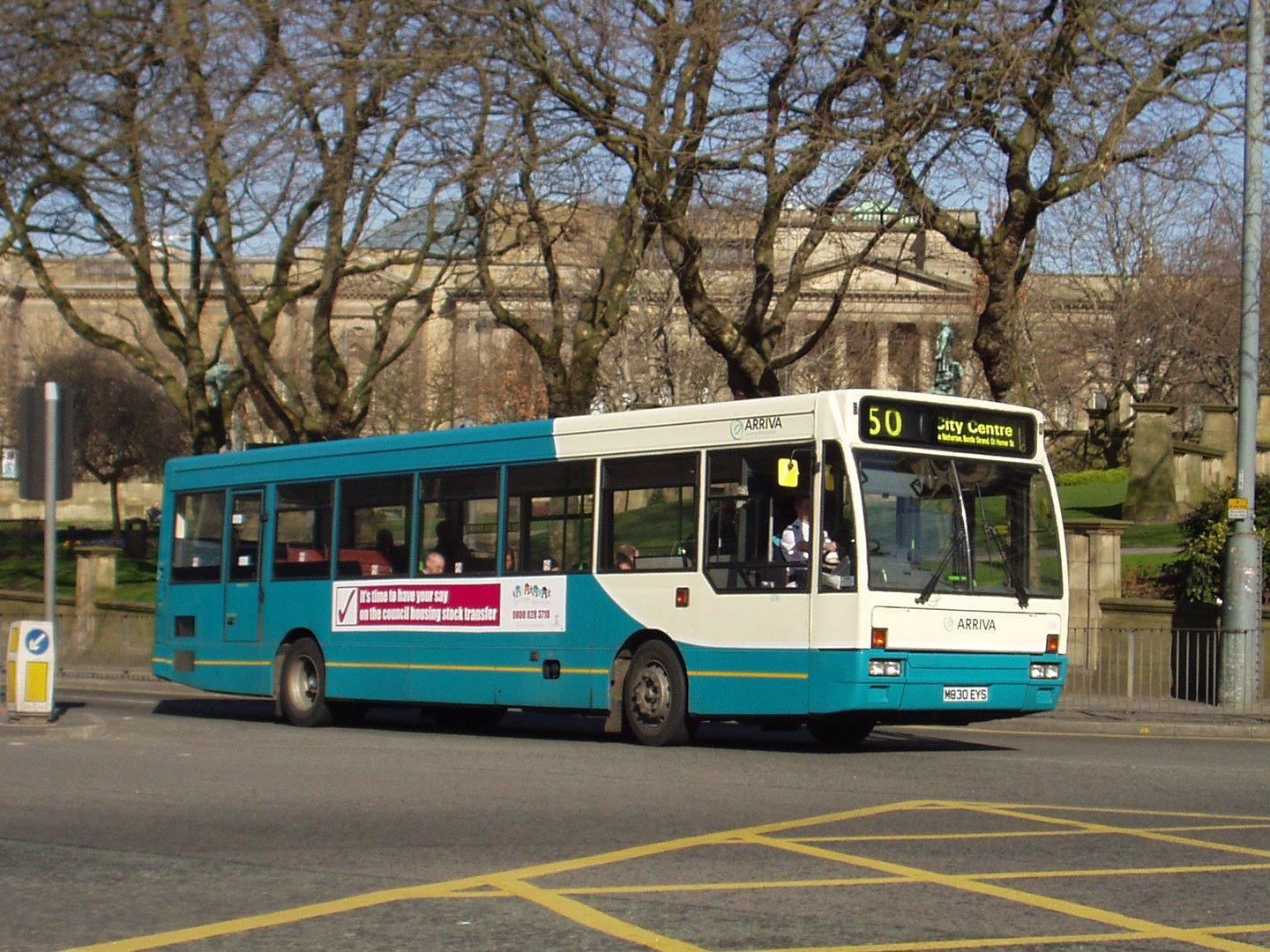
攝於2007年3月在英國利物浦，屬於Arriva North West and Wales配備Plaxton Verde車身的丹尼士長矛

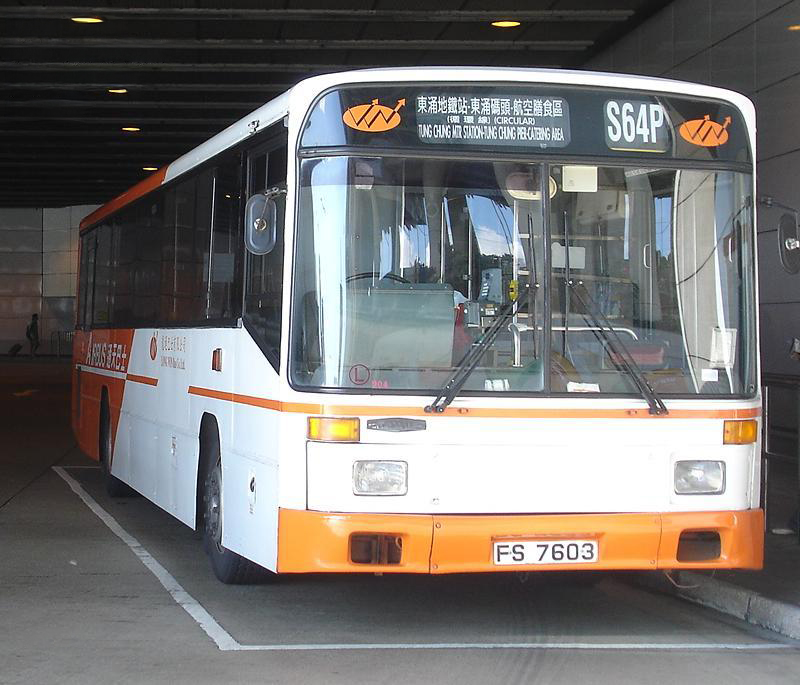
香港龍運巴士的丹尼士長矛

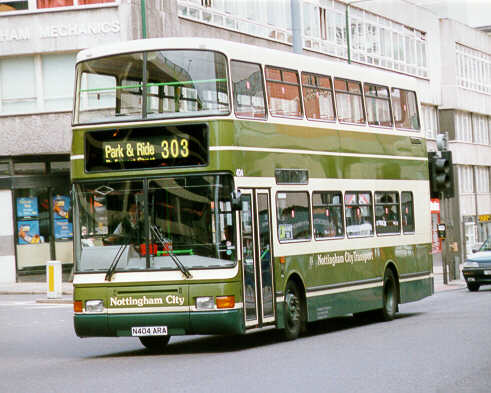
配Northern Counties Palatine 2車身的Dennis Arrow，於諾丁漢行走。

丹尼士長矛巴士或丹尼士領先是一款由英國丹尼士車廠於1991年推出的大型後置引擎單層巴士，它是丹尼士獵鷹巴士的後繼產品。丹尼士為適應市區巴士市場對低地台巴士的需求日增，於是在1993年推出長矛巴士的低地台版本丹尼士長矛SLF（Dennis Lance SLF），這是丹尼士車廠首款量產的低地台巴士。
長矛底盤除了作為單層巴士底盤外，丹尼士車廠於1995年推出以長矛型的底盤衍生的丹尼士飛箭巴士（Dennis Arrow）雙層巴士，用來取代自1977年起生產的丹尼士統治者巴士，可是飛箭型雙層巴士的生產線只維持了兩年多的時間，便於1997年被新開發的丹尼士三叉戟二型所取代。
有一階梯級的原版長矛巴士，生產線從1993年持續到2000年。至於低地台版本的丹尼士長矛SLF，生產期為1993年至1996年，比有梯級的非低地台版本更早結束生產線。雖然作為丹尼士車廠第一款低地台巴士的丹尼士長矛SLF生產期只有不足三年，但就為丹尼士車廠往後發展新型低地台巴士打下根基。丹尼士車廠依據開發長矛型大型單層巴士底盤的經驗，進而於1996年推出丹尼士三叉戟三型雙層巴士底盤。
長矛巴士主要為英國市場而推出，不過非低地台的丹尼士長矛巴士也出口到香港及新加坡等地。馬來西亞的UMW-Dennis也曾經生產長矛巴士底盤（稱為UMW-Dennis Lance），供應東南亞市場。

## 動力
丹尼士長矛巴士是一款後置引擎巴士，本車型採用康明斯的C系列柴油引擎，配用ZF供應的Ecomat 4HP500全自動波箱。

## 香港
九龍巴士於1993年引入24輛配亞歷山大PS車身的丹尼士長矛巴士（九龍巴士俗稱為丹尼士領先），其中12輛（編號AN11、14-24）為單門版本，行走來往啟德機場總站的機場巴士路線，另外12輛（AN1-10、12、13）為雙門版本。香港的長矛巴士長11.65米，採用康明斯的6CT8.3柴油引擎，輸出馬力180匹，配用ZF Ecomat 4HP500四前速全自動波箱。九龍巴士的長矛巴士雖然車門仍有一階梯級，但就採用九龍巴士當時不常見的闊車門設計，令攜帶行李的乘客較易上落。巴士的車頂裝有德國SÜTRAK空調機，可保持車廂舒適的溫度。
在啟德機場時期，丹尼士長矛型是九龍巴士當時又俗稱為「通天巴士」的機場巴士主力。啟德機場於1998年7月6日關閉後，來往香港國際機場的巴士服務改由九龍巴士的姊妹公司龍運巴士提供，全數12輛單門版長矛巴士停止行走機場巴士路線，並拆除行李架。1998年底至1999年，其中10輛單門版長矛巴士（AN14、15、17-24）轉投龍運巴士（後來這些巴士被編上車隊編號901-910），並被調派至赤鱲角機場行駛短途的穿梭路線。其中1輛長矛巴士（908，九龍巴士車隊編號AN23）並於2002年底重返九龍巴士車隊，另有4輛（901、902、904及905）亦於2003年將其中2行共8個座位拆除，改為企位，令座位數量由41個減至33個，而企位則由24個增至42個。龍運巴士餘下的9輛已於2007年8月至2010年8月正式退役。
九龍巴士的丹尼士長矛巴士因年事已高，於2010年5月至10月期間退役。首輛退役的丹尼士長矛巴士為AN1/FP2584，於2010年5月5日退役，而最後2輛九巴丹尼士長矛巴士（AN7/FP3732和AN12/FR667）亦於2010年10月14日退役，象徵全港所有丹尼士長矛巴士已全數退役。

## 後繼產品
丹尼士長矛SLF巴士停產之後，丹尼士車廠於1997年推出與長矛SLF巴士的體積相近、由丹尼士飛鏢SLF發展而成的丹尼士飛鏢SPD巴士。丹尼士飛箭雙層巴士則被兩軸版的丹尼士三叉戟型巴士取代。

### 同廠車型
- 丹尼士獵鷹
- 丹尼士飛鏢

### 主要競爭車型
- 平治O405
- 猛獅NL262
- 斯堪尼亞N113型巴士
- 富豪B10BLE

## 外部連結
- 香港巴士大典上的相关条目：丹尼士長矛